# 本田朝次
本田朝次，日本男子网球运动员，曾经代表日本参加1924年夏季奧林匹克运动会。
在1924年夏季奥运会中，本田在单打比赛第一轮负于让·博罗特拉。在双打比赛中与福田雅之助搭档，打入第二轮。

## 外部連結
- 本田朝次的國際網球總會 職業／青少年 官方資料（英文）
- 本田朝次的官方資料（英文）
- Asaji Honda Bio, Stats, and Results | Olympics at Sports-Reference_com.htm